# Un balcon en forêt
Ne doit pas être confondu avec Un balcon en forêt (film).
Un balcon en forêt est un récit romancé de Julien Gracq publié en 1958 aux éditions José Corti.

## Résumé
À l'automne 1939, l'aspirant Grange rejoint dans l'Ardenne son lieu d'affectation, une maison forte située dans la forêt, près du village de Moriarmé. Alors que la présence de la guerre ne se manifeste guère que sous la forme d'une menace abstraite et vague, Grange passe ses journées entre la forêt, la maison forte, le village, et bientôt la maison de Mona, une jeune femme qu'il a rencontrée dans les bois et dont il est devenu l'amant. L'espace et le temps semblent peu à peu se déréaliser et le monde acquérir pour Grange une tonalité poético-onirique de plus en plus marquée.
Le 10 mai 1940, les Allemands lancent leur offensive dans les Ardennes. Mona s'en va en même temps que les autres habitants de Moriarmé. Resté seul avec trois soldats sous ses ordres, Grange est blessé lors de l'attaque de la maison forte. Après avoir erré dans la forêt, il retourne au village maintenant désert, et va s'étendre sur le lit de Mona.

## Genèse
Après le succès critique du Rivage des Syrtes (prix Goncourt 1951, refusé par l'auteur), Julien Gracq entama la rédaction d'un autre roman « intemporel », qui devait évoquer le destin d'une ville assiégée au milieu d'un pays conquis. Mais après trois ans de travail sur ce nouveau roman, Gracq sentit qu'il s'était engagé dans une impasse et il décida alors de s'octroyer du répit en se lançant dans l'écriture d'un récit qui évoquerait la période dite de la « drôle de guerre » (le roman laissé entre parenthèses ne fut jamais repris – une vingtaine de pages en furent publiées sous le titre de La Route dans le recueil La Presqu'île).
Julien Gracq a expliqué, dans un entretien de 1970, quels avaient été les éléments qui ont déclenché l'écriture de ce récit : Un balcon en forêt serait issu de la rencontre de trois facteurs : le désir ancien d'écrire sur l'atmosphère particulière qui régnait en France durant la « drôle de guerre », une longue après-midi de promenade dans les forêts ardennaises en 1955, et, surtout, la lecture d'un passage des Communistes de Louis Aragon, dans lequel est décrite une « maison forte » conçue par l'État-major français peu avant le déclenchement de la Seconde Guerre mondiale, construction dont il ignorait jusque-là l'existence, qui sous son apparence de chalet inoffensif cachait un rez-de-chaussée aménagé en blockhaus. « Il y avait pour moi dans cette image, expliqua l'auteur, un symbole très simple, un condensé significatif qui me parlait beaucoup : la guerre au sous-sol, la paix au premier étage. »
À ces trois éléments il faut également ajouter la propre expérience militaire de Julien Gracq en 1940, et plus particulièrement la découverte du village de Kieldrecht en Belgique, qui lui était apparu comme une sorte « d'Éden pastoral. »
À l'origine, la première partie du récit devait converger vers la description d'une messe de minuit, qui aurait constitué « un chapitre très important, et qui aurait donné au livre, avec l'introduction de cette dimension religieuse, une assiette toute autre ». Mais le projet de cet épisode fut ensuite abandonné, sans doute pour éviter la reprise d'un épisode similaire à celui que l'on trouve dans Le Rivage des Syrtes : la messe de minuit dans l'église Saint-Damase de Maremma.

## Réception
La critique littéraire fut quelque peu décontenancée à la parution de cet ouvrage qui lui paraissait si différent du précédent, notamment parce que pour la première fois le cadre spatio-temporel était précisément circonscrit et identifiable. André Rousseaux, dans Le Figaro littéraire du 6 septembre 1958, regretta que Gracq n'ait pas su transformer une expérience autobiographique en expérience poétique. À l'inverse, certains critiques louèrent l'auteur du Rivage des Syrtes d'avoir enfin accédé au réalisme. On put même y voir un livre engagé, presque un pamphlet selon Robert Kemp. Julien Gracq, quant à lui, devait réfuter ces jugements dans Lettrines I (1967) et se déclarer « foncièrement allergique au réalisme ».
La critique universitaire récente estime quant à elle qu'Un balcon en forêt constitue un des sommets de l'art de Gracq; voire, selon Michel Murat, de la meilleure fiction écrite par l'auteur.

## Divers
Le metteur en scène Michel Mitrani a réalisé en 1979 sous le même titre une adaptation du récit de Gracq, avec dans les rôles principaux Humbert Balsan (Grange) ; Aïna Walle (Mona) ; Yves Afonso (Olivon) ; Serge Martina (Hervouet) et Jacques Villeret (Gourcuff) : Un balcon en forêt .
Un balcon en forêt a été, en même temps que La Presqu'île, proposé au programme de l'agrégation de lettres modernes en France en 2008.

### Ouvrages
- Collectif, Julien Gracq 5, Revue des Lettres modernes, Caen, 2007
- Jean Bellemin-Noël, Une balade en galère avec Julien Gracq, Toulouse, Presses universitaires du Mirail, coll. « Cribles », 1995
- Alain-Michel Boyer, Julien Gracq, Paysages et mémoire, Nantes, éditions Cécile Defaut, 2007.
- Marie-Annick Gervais-Zaninger et Stéphane Bikialo, Julien Gracq, Un Balcon en forêt/ La Presqu'île, Paris, Atlande, 2007.
- André Peyronie, Un balcon en forêt et les guetteurs de l'apocalypse, Caen, Minard, "Archives des Lettres Modernes" no 291, 2007
- Clément Sigalas, La Guerre manquée. La Seconde Guerre mondiale dans le roman français (1945-1960), Paris, Hermann, 2019.
- Aurélien d'Avout, La France en éclats. Écrire la débâcle de 1940, d’Aragon à Claude Simon, Bruxelles, Les Impressions Nouvelles, 2023.

### Articles
- Denis Labouret, « Scènes de chasse en forêt. Sur Un balcon en forêt et La Presqu'île de Julien Gracq », conférence de janvier 2008 publiée sur le site Fabula
- Stéphane Bikialo, Julien Gracq. Un balcon en forêt ; La Presqu'île, Neuilly-sur-Seine, éd. Atlande, 2007 (lire en ligne), p. 169-219
- Michel Viegnes, "Entre film de guerre et film "littéraire". Un balcon en forêt de Michel Mitrani ", La Revue des lettres modernes. Série Gracq, "Julien Gracq et la guerre", dir. Patrick Marot, vol. 9, 2021.
- Louis Baladier, « Un Balcon en forêt ou le récit-paysage », L'Information littéraire,‎ avril-juin 2008.
- Véronique Samson, « « [L]a vie ne se rejoignait pas à elle-même » : Le possible comme voie de sortie du roman dans Un balcon en forêt de Julien Gracq », Études littéraires, vol. 44 « L'aventure comme possibilité. Le roman français de la première moitié du XXe siècle », no 1,‎ hiver 2013, p. 119-130 (DOI 10.7202/1018470ar, lire en ligne).